# 貴志正成
貴志 正成（きし まさなり）は、戦国時代の武将。後北条氏の一門衆である北条氏照の家臣。

## 生涯
父は武蔵国の国衆である大石氏に仕え、自身も大石氏を襲った北条氏照に仕えた。所領は武蔵国阿知免村、野辺村、栗木村、安松庄。天正18年（1590年）小田原征伐の後は子の正久・正吉が徳川家康に仕官し、以後は両家とも旗本となった。